# Tony Weare
Pour les articles homonymes, voir Weare.
Tony Weare (1912-1994) est un dessinateur de bande dessinée réaliste anglais surtout connu pour avoir dessiné le comic strip de western Matt Marriott pour le quotidien londonien The Evening News de 1955 à 1977. Un grand nombre de ses histoires ont été traduites dans la presse jeunesse française dans les années 1950.

## Biographie
Après ses études d'art à Bournemouth, Weare travaille comme illustrateur pour différents périodique puis avant d'être mobilisé durant toute la Seconde Guerre mondiale. De retour à la vie civile, Weare s'oriente vers la bande dessinée et crée plusieurs séries pour Mickey Mouse Weekly, dont Billy Brave publiée de 1950 et 1954. Il réalise également plusieurs bande dessinées pour des quotidiens.
À la suite de ces réalisations, il est contacté par Associated Newspapers (en) qui cherche un dessinateur pour un projet de western : le comic strip Matt Marriott écrit par Reg Taylor puis James Edgar paraît dans l’Evening News jusqu'en 1977.
Une fois la série achevée, Weare réalise plusieurs séries pour la presse destinée aux adolescents (Tornado (en), Warrior (en), Look and Learn (en)). Il collabore également de manière anonyme à V pour Vendetta, assistant le dessinateur David Lloyd sur deux épisodes (« Valérie », « Vacances ») et dessinant seul l'épisode « Vincent ». 
Il prend ensuite sa retraite, tout en continuant à peindre pour le plaisir.

## Publications françaises
- Toddy, clown amateur, dans Coq hardi no 132 à 139, 1953.
- L'Enfant de la brousse (Robin Alone) dans Les Belles Images de Pierrot, Nano et Nanette[1].
- Nicole et Cie puis Nicole, Brave et Cie (Billy Brave) dans Mireille[1].
- Cirque S.O.S. (Pride of Circus) dans Mireille[1].
- Buck John (Buck Jones)[1].
- Matt Marriott, dans Jim Taureau, Rétro BD no 12 (1979) et Télé Poche[1].